# Pizzera & Jaus
Pizzera & Jaus è un duo musicale austriaco formato da Paul Pizzera e Otto Jaus.
Dal loro primo singolo Jedermann del 2016, vincitore del premio come canzone dell'anno agli Amadeus Austrian Music Awards 2017, i due artisti si sono confermati più volte ai primi posti delle classifiche austriache, divenendo di fatto tra i più popolari cantanti dialettali in patria.

## Discografia

### Album in studio
- 2017 Unerhört solide
- 2019 Wer nicht fühlen will, muss hören (Dialekt's mi am oasch)
- 2022 Comedian Rhapsody (Dialekt's mi am oasch)

### Singoli
- 2016 – Jedermann
- 2016 – Absätze > Hauptsätze
- 2016 – Wir gewinnt
- 2017 – Eine ins Leben
- 2017 – Mama
- 2017 – Hooligans
- 2017 – Unerhört Solide
- 2018 – #janeinvielleicht
- 2018 – Dialekt’s mi
- 2019 – Danke, gut!
- 2019 – Tuansackl
- 2019 – Kaleidoskop
- 2020 – Liebe zum Mitnehmen
- 2020 – Wer, wenn net du
- 2021 – Frmdghn
- 2021 – Der seidene Faden
- 2022 – Klana Indiana